# Propaganda bèl·lica a la Segona Guerra Mundial
La propaganda bèl·lica (també anomenada propaganda negra) és un mecanisme social que s'ha dut a terme en totes les guerres. Tracta d'influir i convèncer a la població sobre què la guerra és l'única solució davant dels conflictes a nivell mundial. Com diu Alejandro Pizarroso, "la guerra és un activitat humana primigènia i en ella, l'accció psicològica ha sigut essencial inclús en les seves formes més primitives". Concretament, a la Segona Guerra Mundial (1939-1945) la tecnologia havia avançat notòriament a nivell comunicatiu des de la seva darrera utilització bèl·lica, i aquest fet, juntament amb la implicació global que produïa aquesta guerra, el fenomen de la propaganda es va explotar com mai s'havia fet abans.

## Estudi de la Propaganda bèl·lica
L'any 1928, Lord Arthur Ponsonby va publicar un dels primers textos moderns sobre teoria de la propaganda, aquest titulat Falsehood in War-time (La mentida en temps de guerra). Es va redactar a partir de les referències de la Primera Guerra Mundial però, els principis que es plantegen seran utilitzats en els següents conflictes bèl·lics. Aquests principis són el resum del discurs que penetra en les ments dels receptors per part d'un emisor amb molt de poder. Són deu punts:
1. Nosaltres no volem la guerra.
2. L'adversari és l'únic culpable de la guerra.
3. L'endemonització de l'enemic.
4. Emmascarar les finalitats reals de la guerra presentant-les com a causes nobles.
5. L'enemic provoca atrocitats a propòsit, si nosaltres cometem errors és involuntàriament.
6. Tant artistes com intel·lectuals recolzen la nostra causa.
7. L'enemic utilitza armes no autoritzades.
8. Nosaltres patim molt poques pèrdues, les de l'enemic són moltes.
9. La nostra causa té un caràcter sagrat.
10. Els que posen en dubte la propaganda de guerra són uns traïdors.[3]